# Bandar (Sukomoro)
Bandar is een bestuurslaag in het regentschap Magetan van de provincie Oost-Java, Indonesië. Bandar telt 1530 inwoners (volkstelling 2010).